# Sibylla van Jeruzalem
Sibylla van Jeruzalem (1160 - Tyrus, 25 juli 1190) was de dochter van Amalrik I van Jeruzalem en zijn eerste echtgenote Agnes van Courtenay. Ze was zo de zus van Boudewijn IV van Jeruzalem en tevens een halfzus van Isabella van Jeruzalem.
In de periode 1176-1186 was ze gravin van Jaffa en Ashkolon en in 1186 werd ze koningin van Jeruzalem. Ze nam noodgedwongen de plaats van haar zoon, koning Boudewijn V in toen die vroegtijdig overleed.
Haar grootmoeder Melisende van Jeruzalem had al bewezen, als vrouwelijk heerser succesvol te kunnen zijn. Ze werd grotendeels opgevoed door Yvette, de jongste zus van Melisende, die werkzaam was in het Sint-Lazarus klooster.

## Levensloop
Rond 1170 werd voor Sibylla een huwelijk gepland met Stephan I van Sancerre. Toen de jonge edelman kwam om te onderhandelen over een eventueel huwelijk, zag hij na enkele dagen om onduidelijke reden van het huwelijksvoorstel af en vertrok weer.

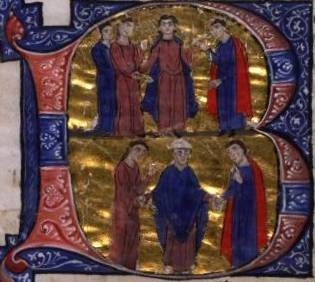
Huwelijksvoltrekking tussen Sibylla en Guy van Lusignan

Een aantal jaren later trouwde ze met Willem Langzwaard van Monferrat, met wie ze een zoon kreeg: de toekomstige Boudewijn V. Ze kreeg de titel gravin van Jaffa en Ashkelon toebedeeld van haar broer Boudewijn IV.
In 1177 overleed Willem van Monferrato. Ze trouwde in 1180 opnieuw, nu met Guy van Lusignan, met wie ze twee dochters kreeg. Boudewijn IV zou later spijt hebben gehad dit huwelijk te hebben goedgekeurd vanwege de politieke opvattingen van Lusignan. Na het overlijden van Boudewijn IV werd haar zoon Boudewijn V naar voren geschoven als koning van Jeruzalem, maar deze kwam een jaar later al op 9-jarige leeftijd te overlijden. Sibylla werd toen koningin met Guy als koning-consort. Haar rijk viel door instabiliteit uiteen en belandde beetje bij beetje in handen van de moslims.
Na de Slag bij Hattin probeerde ze de stad Jeruzalem te verdedigen tegen de troepen van Saladin. Toen de stad in moslimhanden viel, kreeg ze een vrijgeleide van Saladin om met haar dochters naar Tyrus te reizen.

## Dood
Guy werd vrijgelaten uit zijn gevangenschap in Damascus in 1188, toen Saladin realiseerde dat hem terug te laten keren naar het kruisvaarderskamp tweedracht kon zaaien en dat Guy een minder goede leider zou zijn waarvoor anderen hem voordien hielden. De koningin sloot zich bij hem aan, toen ze naar Tyrus marcheerde in 1189, de enige stad in het koninkrijk die nog niet in handen van de moslims was gevallen. Koenraad van Monferrato, de broer van Sibylla's eerste man Willem, had de defensie van de stad in handen genomen, maar hij liet het koppel de stad niet binnen en weigerde te erkennen dat Guy de rechtmatige eigenaar was van de resten van het koninkrijk Jeruzalem. Hij behield zelf het gezag als een eigen claim totdat de koningen uit Europa waren gekomen (volgens het testament van Boudewijn IV). Nadat er een maand buiten de stadswallen gebivakkeerd was, volgde Sibylla haar man Guy, toen hij een voorhoede van een nieuw gearriveerd kruisvaardersleger (Derde Kruistocht) aanvoerde naar het door moslim bezette Akko, met het streven om van die stad de nieuw zetel van het koninkrijk te maken. Guy belegerde de stad voor twee jaar (zie Beleg van Akko (1189-1191).
Daar, gedurende de bezetting in juli of augustus, mogelijk 25 juli 1190, overleed Sibylla in een militair tentenkamp net buiten de stad Akko waar een epidemie heerste die zich als een vloek verspreidde over het kamp. Haar twee dochters zouden dagen daarvoor al bezweken zijn aan deze epidemie. Akko werd daarna (eind juli 1191) veroverd door de strijdkrachten van merendeels Filips II van Frankrijk en Richard I van Engeland.
Bernard Hamilton schreef; had Sibylla in meer vrediger tijden geleefd, had ze een veel grotere macht kunnen uitoefenen, daar haar man een groot deel daarvan naar zich toe trok, en door de veroveringstocht van Saladin haar machtsperiode naar een snel einde bracht. Haar legale opvolger werd Isabella van Jeruzalem , die gedwongen werd tot een scheiding met Humfred IV van Toron en om daarna met Koenraad van Monferrato te trouwen, maar Guy weigerde zijn kroon af te staan tot een verkiezing in 1192.

## Fictie
In de film Kingdom of Heaven uit 2005 wordt ze gespeeld door Eva Green. Ze beleeft een romance met Balian of Ibelin die zich afspeelt in de periode voor de Derde Kruistocht. In werkelijkheid hebben de twee geen romance gehad, maar moeten ze elkaar wel gekend hebben. Balian was echter 20 jaar ouder dan Sibylla.
Sybilla wordt ook in twee literaire werken neergezet, in Zofia Kossak-Szczucka (The Leper King) en in Graham Shelby (The Knights of Dark Renown) in beide boeken wordt ze neergezet als een verwende, leeghoofdige maar manipulatieve schoonheid.

## Voorouders
| Voorouders van Sibylla van Jeruzalem (1160-1190) | Voorouders van Sibylla van Jeruzalem (1160-1190)                      | Voorouders van Sibylla van Jeruzalem (1160-1190)                      | Voorouders van Sibylla van Jeruzalem (1160-1190)                      | Voorouders van Sibylla van Jeruzalem (1160-1190)                      | Voorouders van Sibylla van Jeruzalem (1160-1190)                      | Voorouders van Sibylla van Jeruzalem (1160-1190)                      | Voorouders van Sibylla van Jeruzalem (1160-1190)                      | Voorouders van Sibylla van Jeruzalem (1160-1190)                      |
| ------------------------------------------------ | --------------------------------------------------------------------- | --------------------------------------------------------------------- | --------------------------------------------------------------------- | --------------------------------------------------------------------- | --------------------------------------------------------------------- | --------------------------------------------------------------------- | --------------------------------------------------------------------- | --------------------------------------------------------------------- |
| Overgrootouders                                  | Fulco IV van Anjou (1043-1109) ∞ Bertrada van Montfort (1070–1117)    | Fulco IV van Anjou (1043-1109) ∞ Bertrada van Montfort (1070–1117)    | Boudewijn II van Jeruzalem (-1131) ∞ Morphia van Melitene (-1126)     | Boudewijn II van Jeruzalem (-1131) ∞ Morphia van Melitene (-1126)     | Jocelin I van Edessal (1070-1131) ∞ Beatrix van Armenië (-)           | Jocelin I van Edessal (1070-1131) ∞ Beatrix van Armenië (-)           | ? (-) ∞ ? (-)                                                         | ? (-) ∞ ? (-)                                                         |
| Grootouders                                      | Fulco V van Anjou (1091-1143) ∞ Melisende van Jeruzalem (1096–1161)   | Fulco V van Anjou (1091-1143) ∞ Melisende van Jeruzalem (1096–1161)   | Fulco V van Anjou (1091-1143) ∞ Melisende van Jeruzalem (1096–1161)   | Fulco V van Anjou (1091-1143) ∞ Melisende van Jeruzalem (1096–1161)   | Jocelin II van Edessa (1113-1159) ∞ Beatrix van Saone (-1126)         | Jocelin II van Edessa (1113-1159) ∞ Beatrix van Saone (-1126)         | Jocelin II van Edessa (1113-1159) ∞ Beatrix van Saone (-1126)         | Jocelin II van Edessa (1113-1159) ∞ Beatrix van Saone (-1126)         |
| Ouders                                           | Amalrik I van Jeruzalem (1136-1174) ∞ Agnes van Courtenay (1136–1184) | Amalrik I van Jeruzalem (1136-1174) ∞ Agnes van Courtenay (1136–1184) | Amalrik I van Jeruzalem (1136-1174) ∞ Agnes van Courtenay (1136–1184) | Amalrik I van Jeruzalem (1136-1174) ∞ Agnes van Courtenay (1136–1184) | Amalrik I van Jeruzalem (1136-1174) ∞ Agnes van Courtenay (1136–1184) | Amalrik I van Jeruzalem (1136-1174) ∞ Agnes van Courtenay (1136–1184) | Amalrik I van Jeruzalem (1136-1174) ∞ Agnes van Courtenay (1136–1184) | Amalrik I van Jeruzalem (1136-1174) ∞ Agnes van Courtenay (1136–1184) |